# Jotvata Chaj Bar

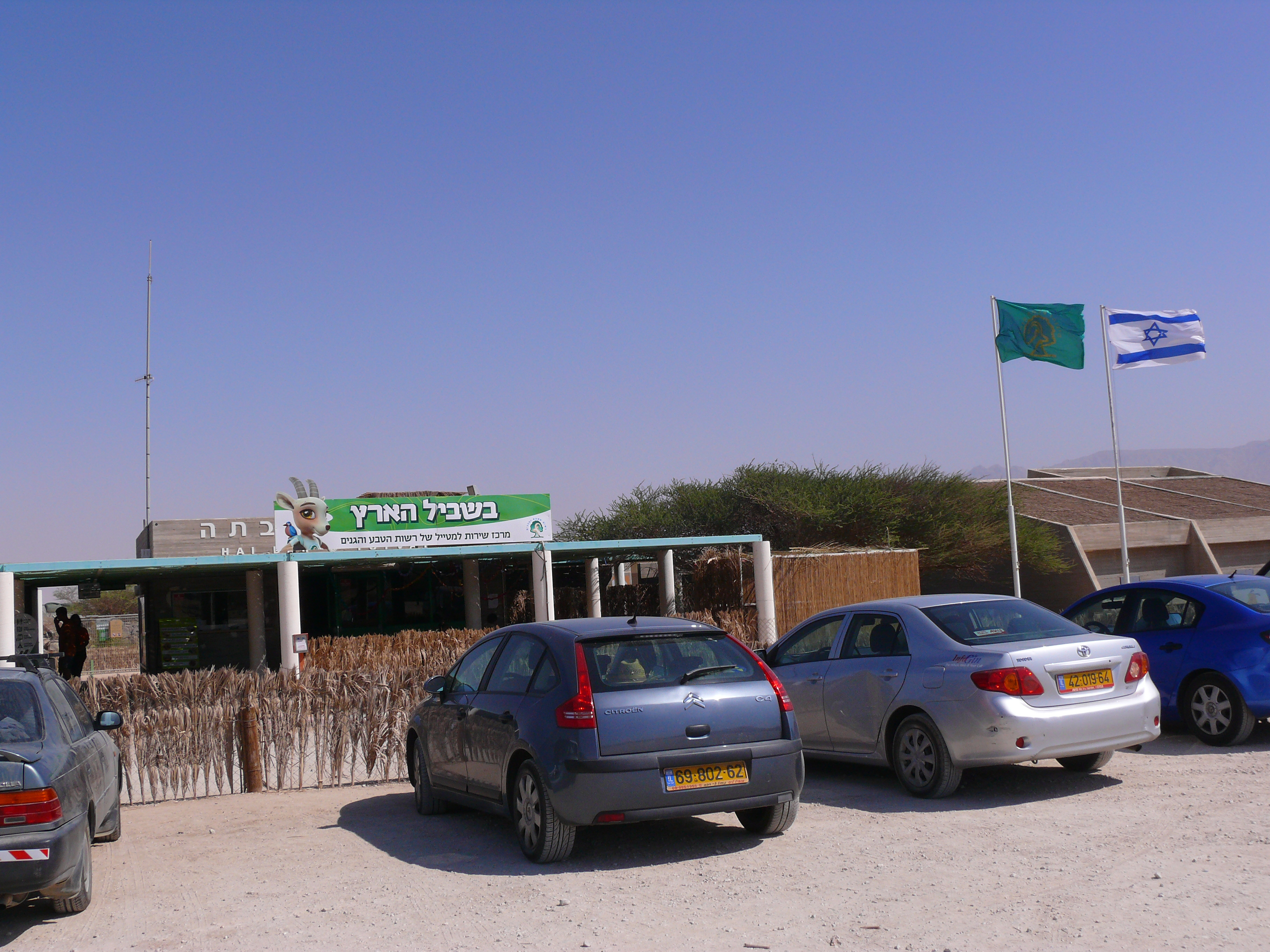
Chaj Bar

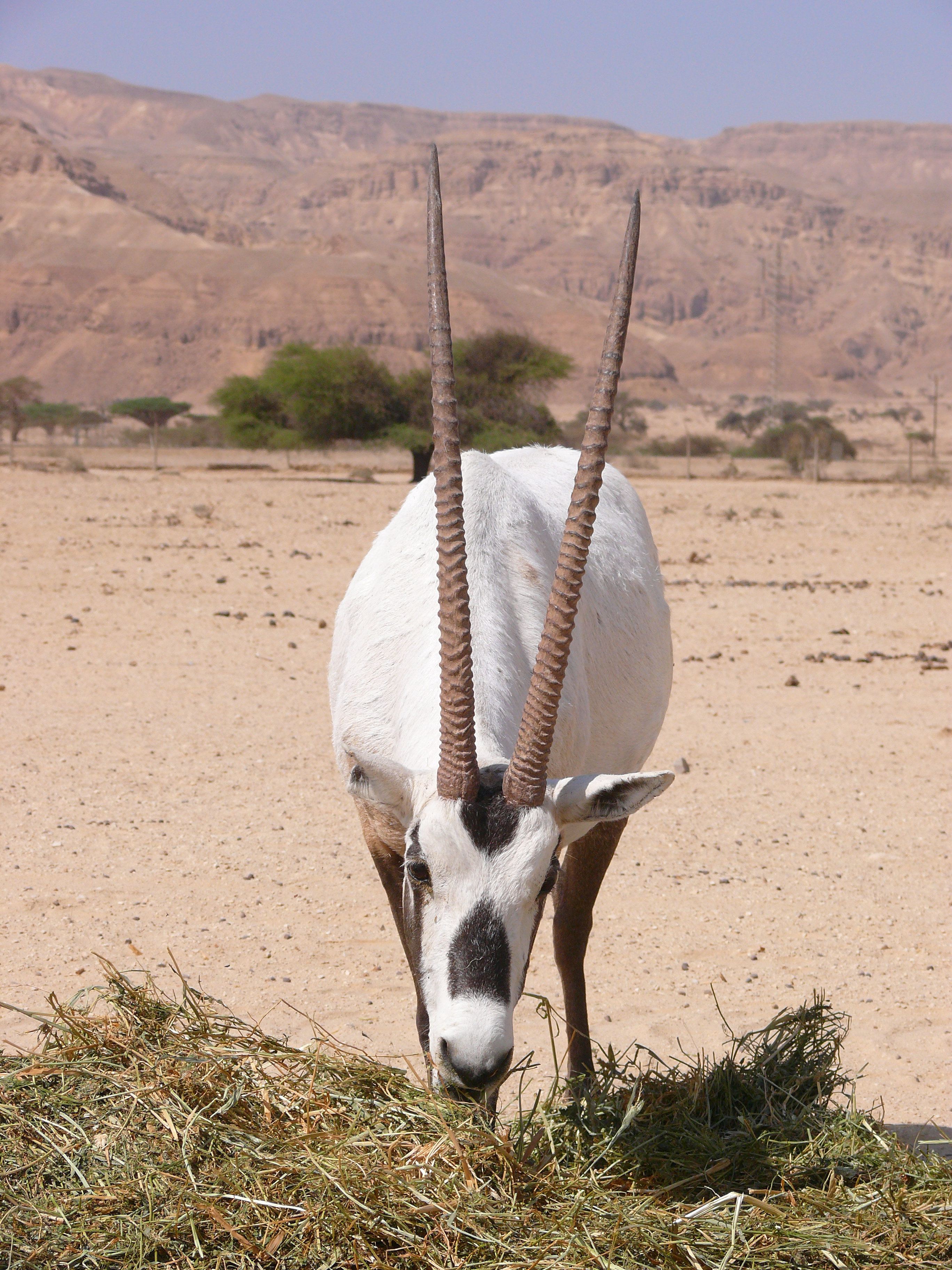
Přímorožec arabský

Přírodní rezervace Jotvata Chaj Bar je reintrodukční, chovné a aklimatizační centrum spravované Úřadem pro přírodu a parky, rozkládající se na celkové ploše 12,1 km2 v jižní části Aravy nedaleko kibucu Jotvata v Izraeli.
Jotvata Chaj Bar je jedno ze dvou izraelských center tohoto zaměření; druhé je přírodní rezervace Karmel Chaj Bar v Karmelském pohoří nedaleko Haify. Cílem této přírodní rezervace je chovat ohrožená, kriticky ohrožená a v přírodě vyhynulá zvířata zmíněná v Bibli pro jejich možnou reintrodukci do Negevské pouště.
Mezi živočišné druhy chované v této přírodní rezervaci patří:
- osel somálský
- přímorožec arabský
- přímorožec šavlorohý
- pštros dvouprstý severoafrický (S. c. camelus)
- osel asijský
- karakal (Caracal caracal schmitzi)
- kočka pouštní (Felis margarita harrisoni)
- levhart arabský
- vlk arabský
- gazela dorkas
- sup bělohlavý
- kozorožec núbijský